# Гегдален (станція метро)
59°15′50″ пн. ш. 18°02′35″ сх. д. / 59.263889° пн. ш. 18.043056° сх. д.
«Гегдален» (швед. Högdalen) — станція Зеленої лінії Стокгольмського метрополітену, обслуговується потягами маршруту Т19.
Станція була введена в експлуатацію 22 листопада 1954 року,  як південна кінцева зупинка розширення від Стуребю, перш ніж дистанція була продовжена в 1959 році до Рогсведа. 
.
Перша станція була тимчасовою, поточна станція була відкрита 3 листопада 1957 року.
Відстань від станції Слюссен 7.3 км.
Пасажирообіг станції в будень —	8,200 осіб (2019)
.
Розташування: мікрорайон Гегдален, Седерорт, Стокгольм
Конструкція: відкрита наземна станція з однією прямою острівною платформою, від станції метро Гегдален відгалужується ССГ до Гегдалсдепон, депо для поїздів метро.

## Операції
| Попередня станція             | Лінія | Лінія     | Лінія | Наступна станція    |
| ----------------------------- | ----- | --------- | ----- | ------------------- |
| Бандгаген до Гессельбю-странд |       | Лінія T19 |       | Рогсвед до Гагсетра |